# Azovská gubernie
Azovské gubernie (rusky Азовская губерния) byla jedna z gubernií Ruského impéria v letech 1708–1725 a 1775–1783. Byla jednou z 8 gubernií, které vznikly na základě nařízení Petra I. dne 18. prosince 1708. Od roku 1725, když se stala kořistí Osmanské říše, byla přejmenována na Voroněžskou gubernii; od roku 1775 nosila svůj původní název. O 8 let později (1783) se sloučila s Novoruskou gubernií a vytvořila Jekatěrinoslavské místodržitelství.